# Chapelle Saint-Étienne de Nantes
Pour les articles homonymes, voir Chapelle Saint-Étienne.
La chapelle Saint-Étienne  est un édifice religieux qui se trouve dans le quartier Malakoff - Saint-Donatien de la ville de Nantes en France. Le bâtiment a été inscrit au titre des monuments historiques en 1984.

## Localisation
L'édifice est implanté au milieu d'une nécropole païenne christianisée, devenue le cimetière Saint-Donatien, situé à proximité de la basilique Saint-Donatien et Saint-Rogatien, édifiée sur le lieu de sépulture des deux frères martyrs, morts vers 304.

## Historique
Cette chapelle est construite vers 510, sous l'épiscopat d'Épiphane (évêque de Nantes de 502 à 518), il s'agirait ainsi du plus vieil édifice religieux du diocèse. Elle aurait été édifiée pour accueillir des reliques d'Étienne, un des sept premiers diacres nommés par saint Pierre, qu'Épiphane aurait recueillies à Jérusalem. Celles-ci sont d'abord déposées dans la cathédrale de Nantes avant que la chapelle Saint-Étienne soit édifiée pour les accueillir. Elle devient dès son édification un lieu de pèlerinage.
Au cours des siècles, son nom varie, elle reçoit les vocables de « Saint-Georges » et « Saint-Agapit ». Elle est remaniée aux XVe et XVIe siècles, puis au XVIIIe siècle, dans un style néo-classique.
Lors de la Révolution, l'église Saint-Donatien brûle, et la chapelle devient momentanément le lieu de célébration du culte. L'église, la chapelle, la cure et le cimetière sont vendus comme biens nationaux, le 2 messidor an IV (18 juin 1796). Les acquéreurs sont les frères Peccot, Antoine, commissaire du gouvernement à la Monnaie de Nantes, et Mathurin, architecte. Le 19 Brumaire an XI (10 novembre 1802), les paroissiens s'associent pour racheter l'ensemble, dont la chapelle.
La chapelle Saint-Étienne, qui sert un temps de lieu de stockage pour des éléments préhistoriques découverts lors de fouilles, est restaurée au début du XXe siècle. Elle fait l'objet d'une inscription au titre des monuments historiques depuis le 26 décembre 1984.

## Architecture et décor
Le dessin de la base de l'édifice est un rectangle de 17,5 mètres de long et de 7,5 mètres de large. Le toit de la chapelle présente deux versants. Le faîte culmine à un peu moins de huit mètres.
Le mur ouest est un vestige bien conservé de l'architecture du Ve siècle. S'élevant jusqu'à quatre mètres environ, il est constitué de petits cubes de pierre, assez grossiers, alignés en rangées parallèles. Deux rangées espacées de briques rouges agrémentent la façade.
Au XVIIIe siècle, la façade est remaniée dans un style néoclassique. Les murs latéraux sont percés de baies, de fenêtres de plein-cintre et d'une porte à linteau horizontal du XVIIIe siècle.
Le mur du chevet révèle la trace d'une baie en arc brisé, dans laquelle une baie rectangulaire est percée.

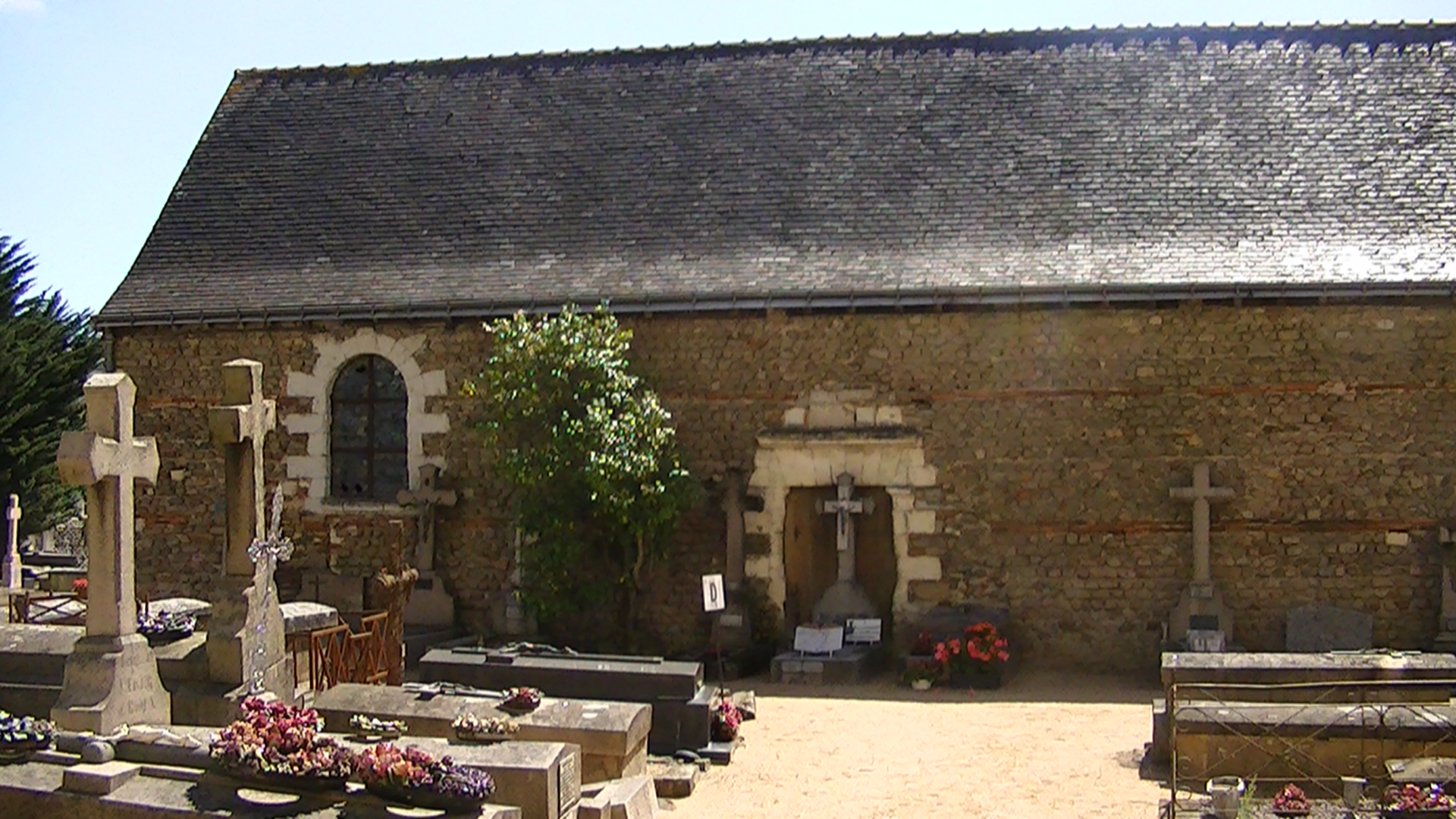
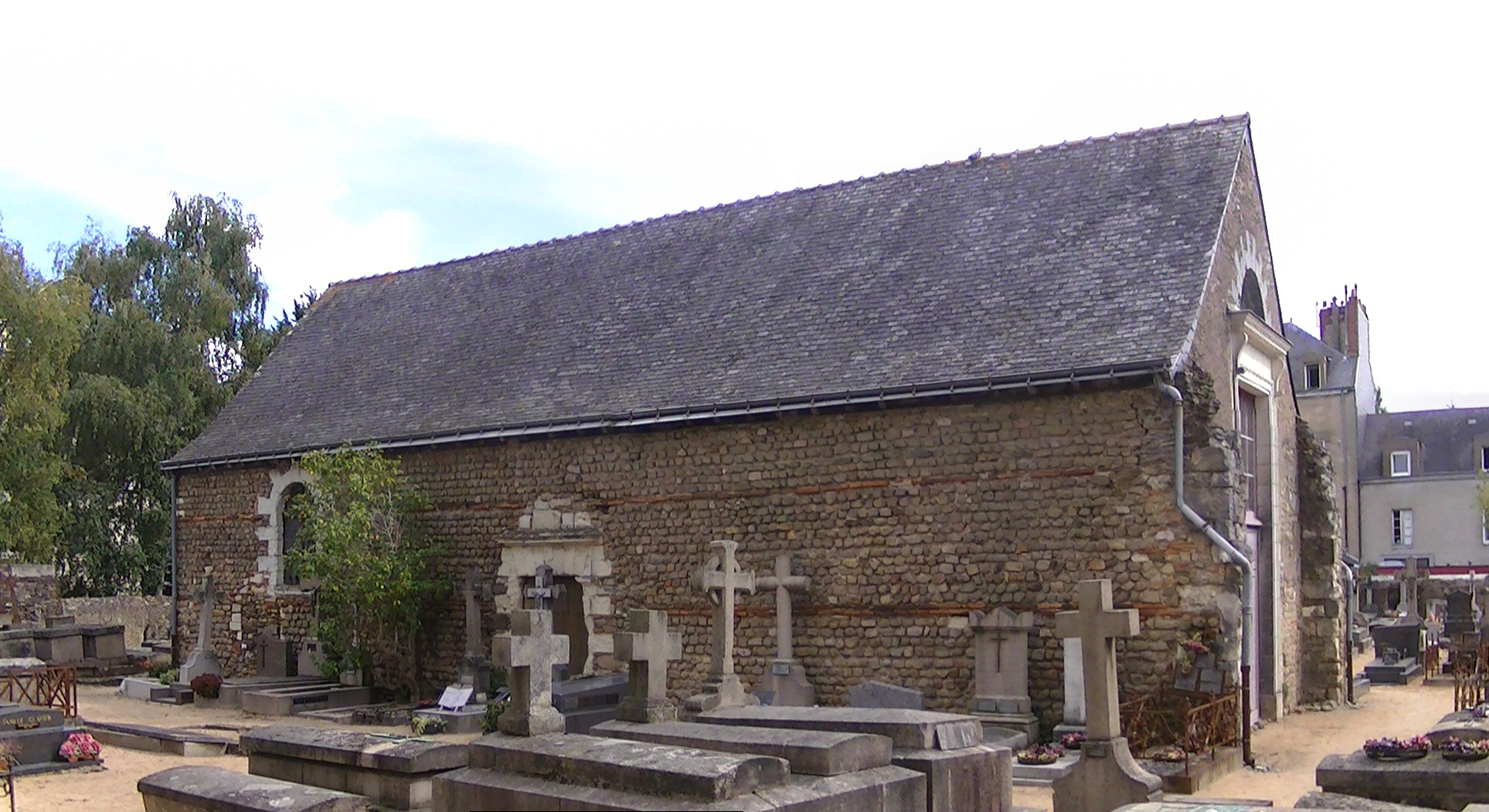
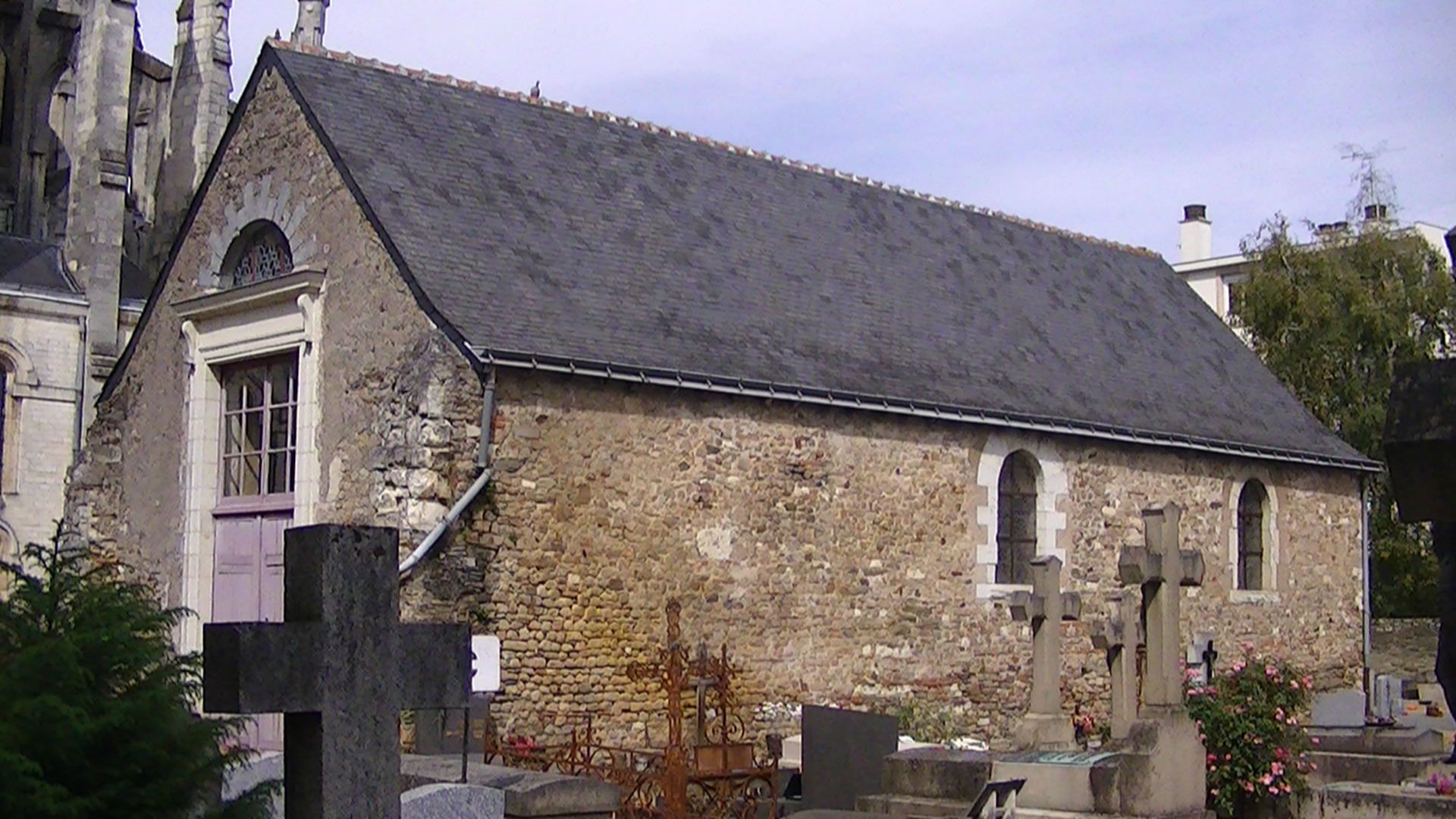
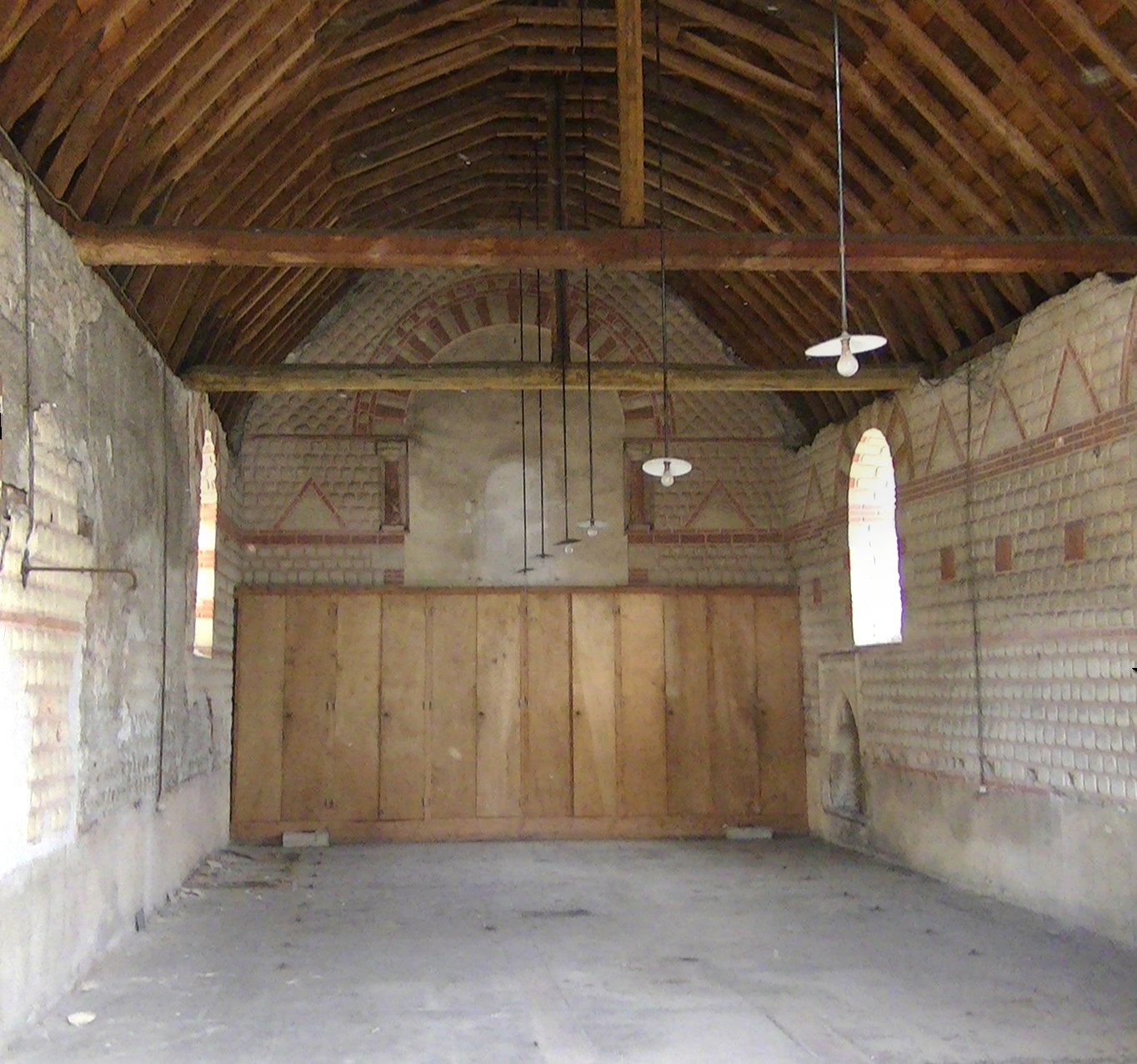